# Rivnopillea, Cernihiv
Rivnopillea (în ucraineană Рівнопілля) este un sat în comuna Hmilnîțea din raionul Cernihiv, regiunea Cernihiv, Ucraina.

## Demografie
Componența lingvistică a localității Rivnopillea
     Ucraineană (88,97%)
     Rusă (10,52%)
     Alte limbi (0,51%)
Conform recensământului din 2001, majoritatea populației localității Rivnopillea era vorbitoare de ucraineană (88,97%), existând în minoritate și vorbitori de rusă (10,52%).